# مدال تیموشنکو

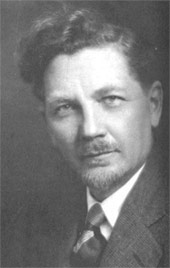
تصویر استیون تیموشنکو

مدال تیموشنکو جایزه ای است که هر ساله توسط انجمن مهندسین مکانیک آمریکا (ASME) به یک فرد "به منظور قدردانی از مشارکت‌های برجسته در زمینه مکانیک کاربردی " اعطا می‌شود.
مدال تیموشنکو که به‌طور گسترده به عنوان بالاترین جایزه بین‌المللی در زمینه مکانیک کاربردی در نظر گرفته می‌شود، در سال ۱۹۵۷ به افتخار استفان تیموشنکو، مرجع مشهور جهانی در این زمینه تأسیس شد. این مدال «یادبود کمک‌های او به عنوان نویسنده و معلم است.»
جایزه واقعی یک مدال برنز و افتخار است. اولین جایزه در سال ۱۹۵۷ به استفان پروکوفیویچ تیموشنکو اهدا شد.

## روش نامزدی
کمیته مدال تیموشنکو شامل پنج مدال‌آور اخیر تیموشنکو، پنج عضو کمیته اجرایی بخش مکانیک کاربردی بین‌المللی انجمن مهندسان مکانیک آمریکا (AMD) و پنج رئیس گذشته اخیر AMD است. لیست اعضای فعلی کمیته را ببینید با دریافت توصیه‌هایی از جامعه بین‌المللی مکانیک کاربردی، کمیته هر سال یک مدال آور را معرفی می‌کند. این نامزدی متعاقباً توسط ASME تأیید شد. هیچ موردی گزارش نشده‌است که ASME تاکنون نامزدی کمیته مدال تیموشنکو را رد کرده باشد.

## سخنرانی پذیرش
هر سال، در شام مکانیک کاربردی در نشست سالانه زمستانی ASME، برنده مدال سال تیموشنکو سخنرانی می‌کند. در مجموع، این سخنرانی‌ها چشم‌اندازی طولانی از حوزه مکانیک کاربردی و همچنین کپسول‌هایی از زندگی افراد خارق‌العاده ارائه می‌دهند. پروژه ای برای ارسال تمام سخنرانی‌های مدال تیموشنکو به صورت آنلاین آغاز شده‌است.